# Bernd Käpplinger
Bernd Käpplinger (* 1972 in Mainz) ist ein Erziehungswissenschaftler mit Schwerpunkt Erwachsenen- und Weiterbildung.

## Leben
Käpplinger wuchs in Alzey auf und absolvierte sein Abitur am dortigen Elisabeth-Langgässer-Gymnasium. Er lebt in Berlin und Gießen und hat einen Sohn. Sein Bruder ist der Architektur- und Stadtkritiker Claus Käpplinger.
Bernd Käpplinger hat die Professur für Weiterbildung an der Justus-Liebig-Universität Gießen seit 2015 inne. Zuvor war er Juniorprofessor für Lernen im Lebenslauf/Betriebliche Weiterbildung an der Humboldt-Universität zu Berlin von 2010 bis 2015. Nach dem Studium der Erwachsenenbildung/Weiterbildung, Soziologie und Politologie in Mainz, Cork, Nijmegen und Berlin arbeitete er zwischen 2001 und 2010 am Deutschen Institut für Erwachsenenbildung sowie am Bundesinstitut für Berufsbildung in Bonn. Zu seinen Schwerpunkten in Forschung und Lehre gehören: Betriebliche Weiterbildung, Programmforschung, Volkshochschulen, Bildungsberatung sowie abschlussbezogene Weiterbildung. Herausgeber der Reihe „Studien zur Pädagogik, Andragogik und Gerontagogik“ beim Peter-Lang-Verlag seit 2013 gemeinsam mit Steffi Robak. Von 2018 bis 2023 war er Erster Sprecher der Sektion Erwachsenenbildung der Deutschen Gesellschaft für Erziehungswissenschaften (DGfE). Seit 2022 ist er Vorsitzender des Erwachsenenbildungsbeirats im Bundesland Berlin.

## Werke (Auswahl)
- Neue Häuser der Erwachsenenbildung 1959 und 2019 – Bleibt alles anders? (= Studien in Pädagogik, Andragogik and Geragogik. Band 78). Berlin 2020, ISBN 978-3-631-80841-2. (peterlang.com)
- mit M. Fleige, W. Gieseke, A. von Hippel und S. Robak (Hrsg.): Programm- und Angebotsentwicklung in der Erwachsenen- und Weiterbildung. 2. Auflage. Stuttgart 2019, ISBN 978-3-8252-5282-3, doi:10.36198/9783838552828
- mit Maren Elfert  (Hrsg.): Verlassene Orte der Erwachsenenbildung in Deutschland / Abandoned Places of Adult Education in Canada. Berlin 2018, ISBN 978-3-631-75735-2. (peterlang.com)
- mit S. Robak, M. Fleige, A. von Hippel und W. Gieseke (Hrsg.): Cultures of Program Planning in Adult Education. Frankfurt am Main 2017, ISBN 978-3-631-67060-6.
- Betriebliche Weiterbildung aus der Perspektive von Konfigurationstheorien. Bielefeld 2016, ISBN 978-3-7639-5796-5.
- mit Cornelia Maier-Gutheil: Ansätze und Ergebnisse zur Beratung(sforschung) in der Erwachsenen- und Weiterbildung: Eine Systematisierung. In: REPORT - Zeitschrift für Weiterbildungsforschung. Nr. 2, 2015, S. 163–181.
- mit Erik Haberzeth und Claudia Kulmus: Finanzierung von Bildung im Lebenslauf – Was Hänschen finanziert bekommt, kann Hans selbst zahlen? In: REPORT - Zeitschrift für Weiterbildungsforschung. Band 36, Nr. 2, 2013, S. 43–57.
- mit Rosemarie Klein und Erik Haberzeth (Hrsg.): Weiterbildungsgutscheine – Wirkungen eines Finanzierungsmodells in vier europäischen Ländern. Bielefeld 2013.
- mit Steffi Robak (Hrsg.): Changing Configurations of Adult Education in Transitional Times. Frankfurt am Main 2014.
- mit Claudia Kulmus und Erik Haberzeth: Weiterbildungsbeteiligung – Anforderungen an eine Arbeitsversicherung. Friedrich-Ebert-Stiftung. WISO-Diskurs, Bonn 2013.
- mit Friederike Behringer: Arbeitsplatznahe Lernformen und Lernortvielfalt in der betrieblichen Weiterbildung – Wachsende Bedeutung in ganz Europa oder deutsches Spezifikum? In: Berufsbildung in Wissenschaft und Praxis. Band 40, Nr. 1, 2011, S. 15–19.
- Abschlüsse und Zertifikate in der Weiterbildung. Bielefeld 2007.